# Discografia de Lil B
O rapper americano Lil B, No total, lançou 3.155 músicas, além de participações especiais, o que totaliza cerca de 193 horas e 32 minutos.

## Álbuns

### Álbuns de estúdio
| Title               | Album details                                                                                        | Peak chart positions | Peak chart positions |
| Title               | Album details                                                                                        | US Heat              | US R&B/HH            |
| ------------------- | --- | -------------------- | -------------------- |
| Rain in England     | - Released: September 21, 2010 - Label: BasedWorld, Weird Forest - Formats: CD, digital download, LP | —                    | —                    |
| Angels Exodus       | - Released: January 18, 2011 - Label: BasedWorld, Amalgam Digital - Formats: digital download        | —                    | —                    |
| I'm Gay (I'm Happy) | - Released: June 29, 2011 - Label: Label: BasedWorld, Amalgam Digital - Formats: digital download    | 20                   | 56                   |

### Extend Plays
| Title                                  | Album details                                                                                   |
| -------------------------------------- | ----------------------------------------------------------------------------------------------- |
| Skateboards 2 Scrapers (with The Pack) | - Released: December 19, 2006 - Label: Up All Nite, Zomba, Jive - Formats: CD, digital download |

### Álbuns de colaboração
| Based Boys (with The Pack)                                                     | - Released: October 30, 2007 - Label: Up All Nite, Zomba, Jive - Formats: CD, digital download | 14 | 57 | 46 |
| Wolfpack Party (with The Pack)                                                 | - Released: August 24, 2010 - Label: Indie Pop, SMC - Formats: CD, digital download            | 13 | 65 | —  |
| "—" denotes a title that did not chart, or was not released in that territory. |                                                                                                |    |    |    |

### Álbuns instrumentais
| Choices and Flowers (as The BasedGod)                                          | - Released: May 17, 2012 - Label: BasedWorld Records - Formats: digital download      | 6 |
| Tears 4 God (as The BasedGod)                                                  | - Released: December 30, 2012 - Label: BasedWorld Records - Formats: digital download | — |
| "—" denotes a title that did not chart, or was not released in that territory. |                                                                                       |   |

### Mixtapes
| Title                                                    | Album details                                                                                   | Peak chart positions | Peak chart positions |
| Title                                                    | Album details                                                                                   | US Heat              | US Ind.              |
| -------------------------------------------------------- | ----------------------------------------------------------------------------------------------- | -------------------- | -------------------- |
| S.S. Mixtape Vol. 1 (with Young L as Young World)        | - Released: November 27, 2007 - Label: Young L Productions - Format: Digital download           | —                    | —                    |
| S.S. Mixtape Vol. 2 (with Young L as Young World)        | - Released: July 18, 2009 - Label: Legendary Inc. - Format: Digital download                    | —                    | —                    |
| I'm Thraxx                                               | - Released: September 24, 2009 - Label: BasedWorld, Permanent Marks - Formats: digital download | —                    | —                    |
| 6 Kiss                                                   | - Released: December 22, 2009 - Label: BasedWorld, Permanent Marks - Formats: digital download  | —                    | —                    |
| Dior Paint                                               | - Released: March 25, 2010 - Label: BasedWorld Records - Format: Digital download               | —                    | —                    |
| Pretty Boy Millionaires (with Soulja Boy)                | - Released: July 5, 2010 - Label: SODMG Records - Format: Digital download                      | —                    | —                    |
| Everything Based                                         | - Released: July 23, 2010 - Label: BasedWorld Records - Format: Digital download                | —                    | —                    |
| Blue Flame                                               | - Released: September 13, 2010 - Label: BasedWorld Records - Format: Digital download           | —                    | —                    |
| Roses Exodus                                             | - Released: September 14, 2010 - Label: BasedWorld Records - Format: Digital download           | —                    | —                    |
| Paint                                                    | - Released: September 25, 2010 - Label: BasedWorld - Formats: digital download                  | —                    | —                    |
| MF Based                                                 | - Released: September 27, 2010 - Label: BasedWorld Records - Format: Digital download           | —                    | —                    |
| Gold Dust                                                | - Released: October 19, 2010 - Label: BasedWorld Records - Format: Digital download             | —                    | —                    |
| Where Did The Sun Go                                     | - Released: November 5, 2010 - Label: BasedWorld Records - Format: Digital download             | —                    | —                    |
| Red Flame                                                | - Released: November 9, 2010 - Label: BasedWorld Records - Format: Digital download             | —                    | —                    |
| Red Flame: Evil Edition                                  | - Released: November 25, 2010 - Label: BasedWorld Records - Format: Digital download            | —                    | —                    |
| MM..Christmas                                            | - Released: December 24, 2010 - Label: BasedWorld Records - Format: Digital download            | —                    | —                    |
| Red Flame: Devil Music Edition                           | - Released: February 18, 2011 - Label: BasedWorld Records - Format: Digital download            | —                    | —                    |
| Illusions Of Grandeur                                    | - Released: March 10, 2011 - Label: BasedWorld Records - Format: Digital download               | —                    | —                    |
| Bitch Mob: Respect Da Bitch Vol.1                        | - Released: May 16, 2011 - Label: BasedWorld Records - Format: Digital download                 | —                    | —                    |
| I Forgive You                                            | - Released: August 28, 2011 - Label: BasedWorld Records - Format: Digital download              | —                    | —                    |
| Black Flame                                              | - Released: September 13, 2011 - Label: BasedWorld Records - Format: Digital download           | —                    | —                    |
| The Silent President                                     | - Released: October 11, 2011 - Label: BasedWorld Records - Format: Digital download             | —                    | —                    |
| BasedGod Velli                                           | - Released: November 14, 2011 - Label: BasedWorld Records - Format: Digital download            | —                    | —                    |
| Blue Eyes                                                | - Released: December 20, 2011 - Label: BasedWorld Records - Format: Digital download            | —                    | —                    |
| Goldhouse                                                | - Released: December 25, 2011 - Label: BasedWorld Records - Format: Digital download            | —                    | —                    |
| White Flame                                              | - Released: January 31, 2012 - Label: BasedWorld Records - Format: Digital download             | —                    | —                    |
| God's Father                                             | - Released: February 27, 2012 - Label: BasedWorld Records - Format: Digital download            | —                    | —                    |
| #1 Bitch                                                 | - Released: March 30, 2012 - Label: BasedWorld Records - Format: Digital download               | —                    | —                    |
| The BasedPrint 2                                         | - Released: April 9, 2012 - Label: BasedWorld Records - Format: Digital download                | —                    | —                    |
| Trapped In BasedWorld                                    | - Released: April 25, 2012 - Label: BasedWorld Records - Format: Digital download               | —                    | —                    |
| Water Is D.M.G. Pt. 1                                    | - Released: May 29, 2012 - Label: BasedWorld Records - Format: Digital download                 | —                    | —                    |
| Green Flame                                              | - Released: June 23, 2012 - Label: BasedWorld Records - Format: Digital download                | —                    | —                    |
| Rich After Taxes                                         | - Released: July 5, 2012 - Label: BasedWorld Records - Format: Digital download                 | —                    | —                    |
| Task Force                                               | - Released: July 21, 2012 - Label: BasedWorld Records - Format: Digital download                | —                    | —                    |
| Obama BasedGod                                           | - Released: July 30, 2012 - Label: BasedWorld Records - Format: Digital download                | —                    | —                    |
| Based Jam                                                | - Released: August 29, 2012 - Label: BasedWorld Records - Format: Digital download              | —                    | —                    |
| Frozen                                                   | - Released: September 7, 2012 - Label: BasedWorld Records - Format: Digital download            | —                    | —                    |
| Illusions of Grandeur 2                                  | - Released: October 9, 2012 - Label: BasedWorld Records - Format: Digital download              | —                    | —                    |
| Halloween H2O                                            | - Released: October 29, 2012 - Label: BasedWorld Records - Format: Digital download             | —                    | —                    |
| Crime Fetish                                             | - Released: November 22, 2012 - Label: BasedWorld Records - Format: Digital download            | —                    | —                    |
| Glassface                                                | - Released: December 8, 2012 - Label: BasedWorld Records - Format: Digital download             | —                    | —                    |
| Pink Flame                                               | - Released: February 3, 2013 - Label: BasedWorld Records - Format: Digital download             | —                    | —                    |
| P.Y.T. (Pretty Young Thug)                               | - Released: March 24, 2013 - Label: BasedWorld Records - Format: Digital download               | —                    | —                    |
| 100% Percent Gutta                                       | - Released: June 10, 2013 - Label: BasedWorld Records - Format: Digital download                | —                    | —                    |
| 05 Fuck Em                                               | - Released: December 24, 2013 - Label: BasedWorld Records - Format: Digital download            | —                    | —                    |
| Basedworld Paradise                                      | - Released: February 16, 2014 - Label: BasedWorld Records - Format: Digital download            | —                    | —                    |
| Hoop Life                                                | - Released: June 1, 2014 - Label: BasedWorld Records - Format: Digital download                 | —                    | —                    |
| Ultimate Bitch                                           | - Released: October 14, 2014 - Label: BasedWorld Records - Format: Digital download             | —                    | —                    |
| Free (Based Freestyles Mixtape) (with Chance The Rapper) | - Released: August 5, 2015 - Label: BasedWorld Records - Format: Digital download               | —                    | —                    |
| Thugged Out Pissed Off                                   | - Released: December 30, 2015 - Label: BasedWorld Records - Format: Digital download            | —                    | —                    |
| Black Ken                                                | - Released: August 16, 2017 - Label: BasedWorld Records - Format: Digital download              | 24                   | 44                   |
| Platinum Flame                                           | - Released: May 18, 2018 - Label: BasedWorld Records - Format: Digital download                 | —                    | —                    |
| Options                                                  | - Released: October 17, 2018 - Label: BasedWorld Records - Format: Digital download             | —                    | —                    |
| 28 Wit a Ladder                                          | - Released: April 17, 2019 - Label: BasedWorld Records - Format: Digital download               | —                    | —                    |
| The Hunchback of BasedGod                                | - Released: August 30, 2019 - Label: BasedWorld Records - Format: Digital download              | —                    | —                    |
| Loyalty Casket                                           | - Released: November 11, 2019 - Label: BasedWorld Records - Format: Digital download            | —                    | —                    |
| 30 Wit a Hammer                                          | - Released: January 2, 2020 - Label: BasedWorld Records - Format: Digital download              | —                    | —                    |
| Trap Oz                                                  | - Released: February 11, 2020 - Label: BasedWorld Records - Format: Digital download            | —                    | —                    |
| Gutta Dealership                                         | - Released: April 9, 2020 - Label: BasedWorld Records - Format: Digital download                | —                    | —                    |
| Bruno Wit da Pruno                                       | - Released: July 28, 2020 - Label: BasedWorld Records - Format: Digital download                | —                    | —                    |
| Hoop Life 2                                              | - Released: December 7, 2020 - Label: Basedworld Records - Formats: Digital download            | —                    | —                    |
| Santa                                                    | - Released: March 17, 2021 - Label: Basedworld Records - Formats: Digital download              | —                    | —                    |
| Red Flame After the Fire                                 | - Released: October 31, 2021 - Label: Basedworld Records - Formats: Digital download            | —                    | —                    |
| Frozen                                                   | - Released: June 16, 2022 - Label: Baseworld Records - Formats: Digital download                | —                    | —                    |
| The Frozen Tape                                          | - Released: June 16, 2022 - Label: Baseworld Records - Formats: Digital download                | —                    | —                    |
| Thraxxx Kiss (with Keyboard Kid)                         | - Released: August 27, 2022 - Label: Baseworld Records - Formats: Digital download              | —                    | —                    |
| Call of Duty Task Force                                  | - Released: December 20, 2022 - Label: Baseworld Records - Formats: Digital download            | —                    | —                    |
| Afrikantis                                               | - Released: December 22, 2022 - Label: Baseworld Records - Formats: Digital download            | —                    | —                    |
| Bitch Mob Tha Album(with Bitch Mob)                      | - Released: June 15, 2023 - Label: Baseworld Records - Formats: Digital download                | —                    | —                    |
| B-Unit                                                   | - Released: August 10, 2023 - Label: Baseworld Records - Format: Digital download               | —                    | —                    |
| BasedGods Pro Skater                                     | - Released: October 23, 2023 - Label: Baseworld Records - Format: Digital download              | —                    | —                    |
| Winged Wheelchair Squad                                  | - Released: December 18, 2023 - Label: Baseworld Records - Format: Digital download             | —                    | —                    |
| The Book of Flame                                        | - Released: June 4, 2024 - Label: BasedWorld Records - Format: Streaming                        | —                    | —                    |

### Compilation mixtapes
| Title                                       | Album details                                                                        |
| ------------------------------------------- | ------------------------------------------------------------------------------------ |
| Internet Legend: The MySpace Messiah        | - Released: September 17, 2008 - Label: Self-released - Format: Digital download     |
| Based Blunts Vol. 1                         | - Released: September 23, 2009 - Label: Cocaineblunts.com - Format: Digital download |
| Base World Pt. 1                            | - Released: May 7, 2010 - Label: BasedWorld Records - Format: Digital download       |
| The MySpace Files, Vol. 1                   | - Released: February 11, 2011 - Label: BasedWorld Records - Format: Digital download |
| Free Music: The Complete Myspace Collection | - Released: February 11, 2011 - Label: BasedWorld Records - Format: Digital download |
| 848 Song Based Freestyle Mixtape            | - Released: July 2, 2012 - Label: BasedWorld Records - Format: Digital download      |

## Singles

### Como artista principal
| Title                                           | Year | Album                          |
| ----------------------------------------------- | ---- | ------------------------------ |
| "Meet Young Bitch Remix" (featuring Soulja Boy) | 2009 |                                |
| "Im Paris Hilton"                               | 2010 | Blue Flame 2.0                 |
| "Show Me Sum"                                   | 2010 |                                |
| "Charlie Sheen"                                 | 2011 |                                |
| "Get Em"                                        | 2011 | Red Flame: Devil Music Edition |
| "Justin Bieber"                                 | 2011 |                                |
| "See Ya"                                        | 2012 | God's Father                   |
| "Im Like Killah"                                | 2012 | Goldhouse                      |
| "Like a Gun"                                    | 2012 | Task Force                     |
| "California Boy"                                | 2012 |                                |
| "Katy Perry"                                    | 2014 | Hoop Life                      |
| "Murder Rate"                                   | 2014 |                                |
| "Ima Sell"                                      | 2020 | 30 Wit A Hammer                |
| "Pour a Cup"                                    | 2020 | 30 Wit A Hammer                |
| "Im Kanye"                                      | 2020 | Trap Oz                        |
| "Save the Planet"                               | 2020 | Trap Oz                        |
| "I Am George Floyd"                             | 2020 | Bruno Wit Da Pruno             |
| "Pushing Peace"                                 | 2022 | Frozen                         |

## Participações especiais
| Title                                 | Year | Other artist(s)                                                   | Album                                                          |
| ------------------------------------- | ---- | ----------------------------------------------------------------- | -------------------------------------------------------------- |
| "Profilin'"                           | 2007 | DJ Fresh, Shady Nate                                              | Based on a True Story                                          |
| "So Simple"                           | 2008 | The Cataracs, Jay Ant                                             | The 13th Grade EP                                              |
| "Lighthouse"                          | 2008 | Ruben Stunner, Shady Nate                                         | Stunnerholic (VOL. 1) - Take A Picture B*tch                   |
| "Getting Brains Everyday"             | 2009 | Keyboard Kid                                                      |                                                                |
| "Money and the Power"                 | 2009 | Main Attrakionz, Deezy D                                          | Self Made Classic: Zombies on tha Turf                         |
| "100 Thousand"                        | 2009 | Deezy D, Squadda B, Gaitta                                        | North Pole Movement                                            |
| "Hatin' on Me"                        | 2009 | Deezy D                                                           | Loady Load Vol. 1: Revamped 07-08 Classics                     |
| "Meet Young Bitch"                    | 2009 | Soulja Boy                                                        | Paranormal Activity                                            |
| "Goon 2 a Goblin"                     | 2009 | Deezy D, Tune Baby                                                | Loady Load Sky: Freestyle Edition                              |
| "Based Freestyle"                     | 2009 | Deezy D                                                           | Loady Load Sky: Freestyle Edition                              |
| "I'm da Man"                          | 2009 | Deezy D, Tune Baby                                                | Loady Load Sky: Freestyle Edition                              |
| "Bad Captain Swag"                    | 2010 | Sole and the Skyrider Band, Pictureplane                          | Hello Cruel World                                              |
| "Trap Ball"                           | 2010 | Danny Brown, Tony Yayo                                            | Hawaiian Snow                                                  |
| "Trippin'"                            | 2010 | Danny Brown, Tony Yayo                                            | Hawaiian Snow                                                  |
| "30 Thousand 100 Million"             | 2010 | Soulja Boy, Arab                                                  | The DeAndre Way                                                |
| "Break Yourself"                      | 2010 | Gucci Mane                                                        | Diplo Presents: Free Gucci (The Best of the Cold War Mixtapes) |
| "Amerikaz Most Wanted"                | 2010 | King Chip                                                         | Independence Day                                               |
| "Kiss my Ass"                         | 2010 | J.K. the Reaper                                                   | I'm a Loser Volume 1.5: The Mini-Mixtape                       |
| "Ass on Deck"                         | 2010 | Yung Berg, Too $hort                                              | Ground Work                                                    |
| "Grove St. Party Freestyle"           | 2011 | Lil Wayne                                                         | Sorry 4 the Wait                                               |
| "Base For Your Face"                  | 2011 | 9th Wonder, Jean Grae, Phonte                                     | The Wonder Years                                               |
| "Based"                               | 2011 | Tony Yayo                                                         | Gunpowder Guru 3                                               |
| "Lindsay Lohan"                       | 2011 | AC                                                                |                                                                |
| "Rich Hoe"                            | 2011 | Soulja Boy                                                        | Juice                                                          |
| "Pretty Boy"                          | 2011 | Soulja Boy                                                        | The Last Crown                                                 |
| "Stupid (Remix)"                      | 2011 | Roach Gigz, Husalah                                               | Bitch I'm a Player                                             |
| "So Gone (Based Remix)"               | 2011 | Rockie Fresh                                                      | The Otherside: Redux                                           |
| "All Over the World"                  | 2011 | Yung Berg                                                         | Reality Check                                                  |
| "Radio"                               | 2011 | Blanco                                                            | Portrait of a Serial Killer                                    |
| "Bad Bitches"                         | 2012 | Star Slinger, Stunnaman                                           |                                                                |
| "Loyalty"                             | 2012 | Kurt Diggler                                                      | My Bottom Bitch                                                |
| "I See U"                             | 2012 | Retro                                                             | Ain't Easy Being Peezy                                         |
| "Bird Talk (Remix)"                   | 2013 | Fredo Santana                                                     |                                                                |
| "Make It Work (Remix)"                | 2014 | Soulja Boy                                                        |                                                                |
| "I Got That Sack"                     | 2014 | Soulja Boy                                                        | King Soulja II                                                 |
| "Rolling Stone"                       | 2015 | Gucci Mane                                                        | Views From Zone 6                                              |
| "Bitches Ain't Shit"                  | 2015 | Gucci Mane, Sy Ari Da Kid, Riff Raff                              | Trapology                                                      |
| "Time Flies"                          | 2015 | Mac Miller                                                        | GO:OD AM                                                       |
| "Irri"                                | 2015 | Chief Keef                                                        | Bang 3, Pt. 2                                                  |
| "Embarrassed"                         | 2015 | Gucci Mane, Post Malone, Riff Raff                                | East Atlanta Santa 2                                           |
| "Bet I Fuck Your Bitch"               | 2015 | Keith Jenkins                                                     | Black Bart                                                     |
| "Ima Do Me"                           | 2015 | Lil Rue                                                           | The Dead End                                                   |
| "Free Love"                           | 2016 | Vic Mensa, Le1f, Halsey, Malik Yusef                              |                                                                |
| "Be Somebody"                         | 2016 | Clams Casino, ASAP Rocky                                          | 32 Levels                                                      |
| "Witness"                             | 2016 | Clams Casino                                                      | 32 Levels                                                      |
| "32 Levels"                           | 2016 | Clams Casino, Joe Newman                                          | 32 Levels                                                      |
| "Flash on These Bitches"              | 2016 | E-40                                                              | The D-Boy Diary: Book 2                                        |
| "Slam Dunk"                           | 2017 | Young L                                                           | Final Fantasy                                                  |
| "Waiting Here"                        | 2018 | Wicca Phase Springs Eternal                                       |                                                                |
| "Motorola"                            | 2018 | Carnage (DJ)                                                      | Battered Bruised &amp; Bloody                                  |
| "Rag & Bone (Remix)"                  | 2018 | Adamn Killa                                                       |                                                                |
| "Stab You When You're Dead"           | 2018 | Darko the Super                                                   | Thank You Based God                                            |
| "Up N Up"                             | 2018 | Laroo, DJ Hitta Slim, Pinky Killacorn                             | Face Card                                                      |
| "Demons"                              | 2018 | DeathbyRomy                                                       | Monsters                                                       |
| "Goku"                                | 2018 | Cam The Underacheefer                                             |                                                                |
| "U.O.E Notice It"                     | 2019 | AE BUDIS                                                          |                                                                |
| "Same Ol"                             | 2019 | Yung Knxw                                                         | Nobody Knxws                                                   |
| "Justin Bieber"                       | 2019 | CATXSCAN                                                          | Loves Exodus                                                   |
| "Foyb (A Career Move)"                | 2019 | Baha Bla$t                                                        | Career Move                                                    |
| "G.a.S."                              | 2019 | Baha Bla$t                                                        | Career Move                                                    |
| "House Boi"                           | 2019 | KirbLaGoop                                                        | No Feelings                                                    |
| "Ramen Noodles (Remix)"               | 2019 | Vammy Tsunami                                                     |                                                                |
| "Money Dance"                         | 2019 | Yung Thot                                                         | Thottin Hours                                                  |
| "Everglade Fade (Remix)"              | 2019 | Swamp G, Rishaddd                                                 | Swamp Story 4                                                  |
| "Chef"                                | 2019 | Joey Padilla, Alex Miller                                         | Music Has No Rules                                             |
| "Cartier Wrist"                       | 2019 | Smoke Ao                                                          |                                                                |
| "Gas"                                 | 2019 | OB.V.US                                                           | Next Level                                                     |
| "In the Bag"                          | 2019 | RIP Flow, Eros Taylor                                             |                                                                |
| "Trappin' On Twitch"                  | 2019 | Rev Raps                                                          | $tarcade                                                       |
| "Movie Star"                          | 2019 | Stan Lane                                                         |                                                                |
| "History in the Making"               | 2019 | Squadda B, Dope G                                                 | Squadda Mania                                                  |
| "ERRYBODYGAY"                         | 2019 | Lil Phag, Dr. Woke, Baha Bla$t                                    | resERECTION                                                    |
| "Style For Free"                      | 2019 | Chad McClain                                                      |                                                                |
| "Let Me Know"                         | 2019 | J. Morgan, Stife                                                  | Can I Live                                                     |
| "All or Nothing"                      | 2019 | Shinobi Klan                                                      | Shinobi Klan, Vol. 1                                           |
| "Based Camp"                          | 2019 | Ba$ecamp                                                          |                                                                |
| "I S S U E D"                         | 2019 | Gelapi, Chuckthespittah                                           | M.A.D                                                          |
| "Fuck a 9 to 5"                       | 2019 | Keyboard Kid                                                      |                                                                |
| "Break the Bank (Remix)"              | 2019 | Keyboard Kid, Squadda B                                           |                                                                |
| "Light Out"                           | 2019 | Ka5sh                                                             |                                                                |
| "Love Is an Energy"                   | 2019 | Motëm                                                             |                                                                |
| "T.Y.B.G."                            | 2019 | TommyxBoi                                                         | Better Off Dead                                                |
| "Dudes"                               | 2019 | Waddie Lee                                                        |                                                                |
| "Bounce"                              | 2019 | Chris Gwappin                                                     |                                                                |
| "P.S.118 (Reprise)"                   | 2019 | Vinyl Spectrum                                                    |                                                                |
| "Sauce"                               | 2019 | Bknott                                                            |                                                                |
| "Chinese Food"                        | 2019 | Dreyy2x                                                           |                                                                |
| "Mindcraft Based Freestyle"           | 2019 | Keyboard Kid                                                      | Mindcraft                                                      |
| "In the Field Again (Remix)"          | 2019 | Fortyten                                                          |                                                                |
| "Hoopla! (Remix)"                     | 2019 | BernardRaps                                                       |                                                                |
| "Hatchets"                            | 2019 | Marmormaze                                                        |                                                                |
| "SBC Fusion"                          | 2019 | Tonzo', Spaghking                                                 |                                                                |
| "Top Down (Remix)"                    | 2019 | Jon Fifer                                                         |                                                                |
| "BB"                                  | 2019 | Screwed City                                                      |                                                                |
| "What I've Been Through"              | 2019 | S'morez                                                           |                                                                |
| "Juvenile Hell (The BasedGod Speaks)" | 2019 | Big Baby Scumbag, Lex Luger                                       | Juvenile Hell                                                  |
| "BandsTalk"                           | 2019 | Zola182                                                           |                                                                |
| "Idol"                                | 2019 | Leon Vegas                                                        |                                                                |
| "Whole Lot"                           | 2019 | Gino Marley                                                       | Raised in The Streets 2                                        |
| "Kokkaan"                             | 2019 | Germiili                                                          |                                                                |
| "Hit Block"                           | 2019 | Gardouja                                                          |                                                                |
| "I Would Never"                       | 2019 | Earl Dawgit                                                       | Dawgit County, Vol. 1                                          |
| "Cargo Kult"                          | 2019 | Young Boy Critical                                                |                                                                |
| "Just Do It"                          | 2019 | GRIMM Doza                                                        |                                                                |
| "Moon Boi"                            | 2019 | Nahhdahh                                                          |                                                                |
| "Lighthouse (Remix)"                  | 2019 | Ezza of Chroom Gang, Motëm                                        |                                                                |
| "Spiderman"                           | 2019 | DLNQNT, So Loki                                                   |                                                                |
| "Hot Mess"                            | 2019 | Simo Soo                                                          | Pink Metal                                                     |
| "The Recipe"                          | 2019 | Jig Papi Rome                                                     | Life of the Party                                              |
| "Big Belts Texas (Remix)"             | 2019 | BBY KODIE                                                         | Vogue                                                          |
| "Goin' Rogue"                         | 2019 | Cray                                                              | Morella Part III: I Am Here!                                   |
| "Cartoon NetWorth (Remix)"            | 2019 | Mike Fulahope                                                     |                                                                |
| "Nigga Wan Rob"                       | 2019 | Kenny Mill$                                                       |                                                                |
| "Tea!"                                | 2019 | Lil Sammy Junior                                                  | Long Awaited                                                   |
| "Brand New Jesus"                     | 2019 | Jarvis Waterfall                                                  |                                                                |
| "Based God's Intro"                   | 2019 | Curtis Williams                                                   | i have so much to tell you                                     |
| "40 Pizzas"                           | 2019 | Lil Rainbo, Fried Arizona                                         |                                                                |
| "Bring It Back (Remix)"               | 2019 | Luda The Fiend                                                    |                                                                |
| "Been Thru"                           | 2019 | DamesNotDead, NAFortNight                                         |                                                                |
| "Man of God"                          | 2019 | Kid-Naps                                                          | Man of God                                                     |
| "Friendship"                          | 2019 | Apoc Krysis                                                       |                                                                |
| "Elegance"                            | 2019 | Young Jame                                                        |                                                                |
| "We From the Bay"                     | 2019 | Yasin                                                             |                                                                |
| "Based on a True Story"               | 2019 | Chris Falcon                                                      |                                                                |
| "No Native Person Is Ugly"            | 2019 | Talon The Rez Kid Wonder                                          |                                                                |
| "Super Based Bros"                    | 2019 | Berioso, Yung Nesse                                               | Most Potent Dope                                               |
| "Really Matters"                      | 2019 | Johnnny, Hydn Prblms                                              |                                                                |
| "Improve on Ya"                       | 2019 | Asendo, AnTone, Mayo Staccato                                     |                                                                |
| "Smoking & Driving"                   | 2019 | Thehomiecee                                                       |                                                                |
| "A Based Christmas Carol"             | 2019 | G-SCO                                                             |                                                                |
| "Weather"                             | 2020 | Jetpack Brandon, Will White                                       | Neon Burger                                                    |
| "Too Many Times"                      | 2020 | Laura Peñate                                                      |                                                                |
| "Shaking Handzzz"                     | 2020 | Betty                                                             |                                                                |
| "Don't Think"                         | 2020 | Enjetic, Chris Hamilton                                           |                                                                |
| "Fair Chance"                         | 2020 | Thundercat, Ty Dolla $ign                                         | It Is What It Is                                               |
| "Lock the Gate"                       | 2020 | Blind Tiger                                                       | Lock the Gate                                                  |
| "More B*tches Than The Mayor"         | 2021 | ILoveMakonnen                                                     | My Parade                                                      |
| "FEP SHAWTY"                          | 2021 | rob frost, slimmuddy                                              | N/A                                                            |
| "Collaborating"                       | 2021 | xaviersobased                                                     | N/A                                                            |
| "Stupid"                              | 2021 | Just Friends                                                      | Hella                                                          |
| "Basic"                               | 2022 | Just Friends, Hobo Johnson                                        | Hella                                                          |
| "Therapy"                             | 2022 | Save Ferris (Rapper)                                              | N/A                                                            |
| "Swag Like Ohio Pt. 2"                | 2023 | Trippie Redd                                                      | Mansion Musik                                                  |
| "First Night"                         | 2024 | Lyrical Lemonade, Teezo Touchdown, Juicy J, Cochise, Denzel Curry | All Is Yellow                                                  |